# آلن باشیچ
آلن باشیچ (انگلیسی: Alen Bašić؛ زادهٔ ۲۰ سپتامبر ۱۹۸۰) بازیکن فوتبال اهل بوسنی و هرزگوین بود.
از باشگاه‌هایی که در آن بازی کرده است می‌توان به باشگاه فوتبال بوراتس بانیا لوکا، باشگاه فوتبال سارایوو، باشگاه فوتبال ملوان بندر انزلی، باشگاه فوتبال کیکرز اوفنباخ، و باشگاه فوتبال دینامو درسدن اشاره کرد.
وی همچنین در تیم ملی فوتبال زیر ۲۱ سال بوسنی و هرزگوین بازی کرده است.